# Генрі Фоулер
Генрі Ватсон Фоулер (англ. Henry Watson Fowler; 10 березня 1858 — 26 грудня 1933) — англійський педагог, лексикограф і дослідник англійської мови. Відомий як автор робіт A Dictionary of Modern English Usage («Словник сучасного використання англійської мови») і Concise Oxford Dictionary («Короткий Оксфордський словник») і був названий газетою The Times «лексикографічним генієм».
Після закінчення Оксфордського університету Фоулер був шкільним учителем до середнього віку, а потім працював у Лондоні письменником і журналістом, але не дуже успішно. У співпраці зі своїм братом Франциском, починаючи з 1906 року, він почав публікувати роботи з граматики, стилістики та лексикографії. Після смерті брата в 1918 році завершив роботи, які вони почали разом, і написав нові.